# Ilhas Virgens Britânicas nos Jogos Olímpicos de Verão de 2024
Ilhas Virgens Britânicas participaram dos Jogos Olímpicos de Verão de 2024, realizados em Paris, na França. Foi a 11.ª aparição consecutiva do território nos Jogos Olímpicos de Verão desde a estreia em Los Angeles 1984.
Foi representado por quatro atletas que competiram no atletismo e na vela, mas nenhum conquistou medalhas.

## Competidores
Esta foi a participação por modalidade nesta edição:
| Esporte   | Masculino | Feminino | Total |
| --------- | --------- | -------- | ----- |
| Atletismo | 2         | 1        | 3     |
| Vela      | 1         | 0        | 1     |
| Total     | 3         | 1        | 4     |

## Desempenho

### Atletismo
- Q = Qualificado para a próxima fase
- q = Qualificado para a próxima fase como o perdedor mais rápido ou, em eventos de campo, pela posição sem atingir o alvo para qualificação
- N/A = Fase não aplicável para o evento
- Bye = Atleta não precisou disputar aquela fase

Masculino
Eventos de pista
| Atleta            | Evento              | Preliminar | Preliminar | Baterias | Baterias | Repescagem | Repescagem | Semifinal | Semifinal | Final       | Final       | Ref.  |
| Atleta            | Evento              | Tempo      | Pos.       | Tempo    | Pos.     | Tempo      | Pos.       | Tempo     | Pos.      | Tempo       | Pos.        | Ref.  |
| ----------------- | ------------------- | ---------- | ---------- | -------- | -------- | ---------- | ---------- | --------- | --------- | ----------- | ----------- | ----- |
| Rikkoi Brathwaite | 100 m               | Bye        | Bye        | 10.13    | 3 Q      | N/A        | N/A        | 10.15     | 8         | Não avançou | Não avançou | [ 5 ] |
| Kyron McMaster    | 400 m com barreiras | N/A        | N/A        | 49.24    | 3 Q      | Bye        | Bye        | 48.15     | 1 Q       | 47.79       | 5           | [ 6 ] |

Feminino
Eventos de pista
| Atleta        | Evento | Baterias | Baterias | Repescagem | Repescagem | Semifinal | Semifinal | Final       | Final       | Ref.  |
| Atleta        | Evento | Tempo    | Pos.     | Tempo      | Pos.       | Tempo     | Pos.      | Tempo       | Pos.        | Ref.  |
| ------------- | ------ | -------- | -------- | ---------- | ---------- | --------- | --------- | ----------- | ----------- | ----- |
| Adaejah Hodge | 200 m  | 23.00    | 5        | 22.94      | 2 q        | 22.70     | 8         | Não avançou | Não avançou | [ 7 ] |

### Vela
Eventos com regata da medalha
| Atleta        | Evento | Regatas | Regatas | Regatas | Regatas | Regatas | Regatas | Regatas | Regatas | Regatas | Regatas | Regatas | Regatas | Regatas | Regatas | Regatas | Regatas | Pontos | Pos. | Ref.  |
| Atleta        | Evento | 1       | 2       | 3       | 4       | 5       | 6       | 7       | 8       | 9       | 10      | 11      | 12      | 13      | 14      | 15      | M*      | Pontos | Pos. | Ref.  |
| ------------- | ------ | ------- | ------- | ------- | ------- | ------- | ------- | ------- | ------- | ------- | ------- | ------- | ------- | ------- | ------- | ------- | ------- | ------ | ---- | ----- |
| Thad Lettsome | Laser  | 40      | 38      | 36      | 2       | 38      | 38      | 26      | 37      | —       | —       | —       | —       | —       | —       | —       | EL      | 215    | 38   | [ 8 ] |

M = Regata da medalha; EL = Eliminado(a) – não avançou para a regata da medalha